# Georges VIII d'Iméréthie
Georges VIII d'Iméréthie ou Georges IV de Gourie  (Giorgi IV Gurieli (géorgien : გიორგი IV გურიელი) (mort en 1726), de la maison Gouriel, fut prince de Gourie de 1711 à 1726, et brièvement  roi d'Iméréthie en  Géorgie occidentale en 1720.

## Biographie

### Premières années
Georges est le fils ainé de Mamia III de Gourie, prince de Gourie, et d'Elene, fille du prince Georges Abashidzé. Quand Mamia s'empare une dernière fois du trône d'Iméréthie en octobre 1711, Georges est fait par son père régent de Gourie en opposition à son jeune frère Levan. À la mort de Mamia le 5 janvier 1714, Georges Gurieli devient prince régnant de Gourie mais il doit faire face en 1716 à la tentative d'usurpation de son frère Kaïkhosro III Guriéli soutenu par leur mère.
En 1720, l'opposition en Iméréthie conduite par Bejan Dadiani, prince de Mingrélie, et le prince Zourab Abashidzé invite les troupes ottomanes à déposer le roi Georges VII d'Iméréthie, l'ancien rival de Mamia Gurieli, et couronne Georges Gurieli comme roi à  Kutaisi. Il fait partie des comploteurs qui assassinent le roi Georges VII d'Iméréthie le 27 février 1720 et il usurpe le trône d'Iméréthie sous le nom de Georges VIII d'Iméréthie en faisant valoir les droits très contestables de son père et occupe Koutaïssi, la capitale du royaume d'Iméréthie en mars, avant d'en être chassé en juin 1720 par les partisans du Bagratide Alexandre V. Son règne ne dure en effet que  trois mois car les partisans du roi évincé du duché de Ratcha s'emparent dans une embuscade du trésor de Gurieli, lors de son transfert de Kutaisi à Salominao, et ils capturent et vendent en esclavage l'escorte gourienne. Le Gouriel Georges s'enfuit et retourne en Gourie pendant que l'Iméréthie est partagée entre le  Dadiani, le prince Abashidzé, et le duc de Ratcha.

### Complots en Gourie
Revenu dans sa principauté familiale, Giorgi Gurieli doit faire face à un complot organisé par sa propre mère, Elene, à l'instigation du
Dadiani, d'Abachidzé et du duc de Ratcha qui interviennent avec des troupes expulsent Georges et le remplacent par son frère cadet 
Kaïkhosro III de Gourie, un moine défroqué fils favori d'Elene. Georges s'enfuit chez le pacha Akhaltsikhé sous la protection de l'Empire Ottoman. C'est là qu'il rencontre son prédécesseur sur le trône d'Iméréthie le roi Georges VII, qui avait épousé la sœur du Gouriel Thamar. Un conflit interne à Akhaltsikhe prive les deux Georges de toute aide. Le Gouriel se rend à Erzurum et avec les troupes mises sa disposition par le pacha local, il reconquiert rapidement la Gourie, obligeant sa mère et son frère à s'exiler.
Les principaux nobles de Gourie menés par Eristavi (duc) et Bejan Nakashidzé ne sont guère satisfaits du retour de Georges et demandent l'intervention de Bejan Dadiani pour chasser le Gouriel de Batoumi. Le Dadiani pille la Gourie et repart. Le Gouriel peut reprendre son règne et faire la paix avec le Dadiani. Il se retourne ensuite contre les nobles qui l'avaient chassé, il expulse l'Eristavi et enlève la femme de Giorgi Nakashidzé, une fille de Dadiani, avec le consentement de son père. Le Gouriel Georges IV meurt en 1726. Il a comme successeur son fils, Mamia IV Gurieli.

## Descendance
Il laisse deux fils :
- Mamia IV Guriéli, prince de Gourie de 1726 à 1776 avec des interruptions ;
- Georges V Guriéli, prince de Gourie  de 1756 à 1788 avec des interruptions.

## Sources
- Marie-Félicité Brosset, Histoire de la Géorgie, tome II : Histoire moderne de la Géorgie, réédition Adamant Media Corporation  (ISBN 0543944808), p. 311-312.
- Cyrille Toumanoff, Les dynasties de la Caucasie chrétienne de l'Antiquité jusqu'au XIXe siècle : Tables généalogiques et chronologiques, Rome, 1990.